# Enes sibuyana
Enes sibuyana là một loài bọ cánh cứng trong họ Cerambycidae.